# Mario Fondelli
Mario Fondelli (Firenze, 26 ottobre 1924 – 17 febbraio 2017) è stato un ingegnere italiano, esperto in cartografia e fotogrammetria, noto in particolare per gli studi sulla cupola di Santa Maria del Fiore a Firenze.

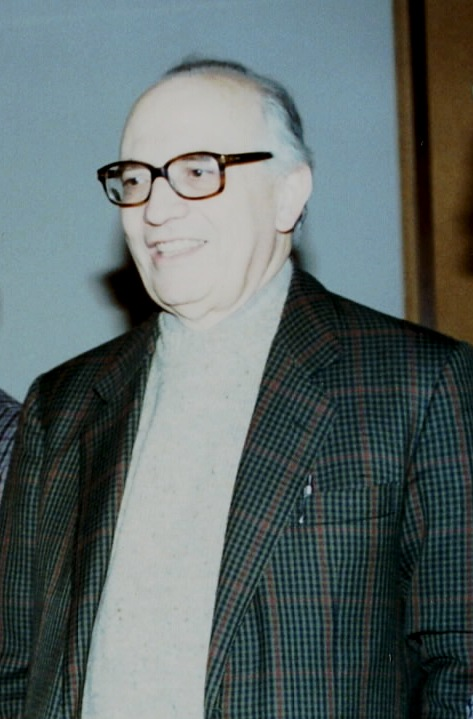
Prof. Mario Fondelli 28 aprile 1995

Si è interessato ai problemi della ricerca scientifica teorica ed applicata fin dai primi tempi del suo servizio presso l’Ufficio Studi dell’Istituto Geografico Militare.
La sua attività scientifica ha avuto per oggetto i campi della geodesia teorica ed operativa, del rilevamento aerofotogrammetrico topo-cartografico alle varie scale, della presa e della restituzione fotogrammetrica, della triangolazione aerea spaziale, del rilevamento fotogrammetrico applicato alla documentazione dei beni culturali, del controllo e del monitoraggio della stabilità delle strutture architettoniche e dei versanti, del trattamento digitale delle immagini, del rilevamento urbano ed architettonico e della cartografia tecnica regionale numerica.
In tale ambito si è dedicato specialmente ad approfondire i contributi della triangolazione aerea spaziale alla formazione di cartografie tecniche territoriali, all'applicazione della moderna metodologia fotogrammetrica e all'elaborazione elettronica dei dati nella documentazione analitica delle strutture architettoniche, nonché ai sistemi informativi territoriali.

## Biografia
Nato a Firenze il 26 ottobre 1924 da Bruno Fondelli e Teresa Fanfani. Rimasto orfano in tenera età nel settembre 1940 fu assunto come “operaio giornaliero” presso l’Istituto Geografico Militare, passando l’anno dopo fra il personale non di ruolo.
Laureato in Ingegneria industriale presso l'Università degli Studi di Bologna, ha prestato servizio come ingegnere geografo presso l'Istituto Geografico Militare ove ha svolto le funzioni di Capo della Sezione Studi e Progetti ed ha preso parte a vari lavori geodetici di campagna ed ufficio, contribuendo inoltre alle ricerche sperimentali di fotogrammetria e triangolazione aerea spaziale sviluppate dallo stesso Istituto nell'ambito della Commissione A della OEEPE - Organisation Européenne d'Etudes Photogrammétriques Experimentales. 
Dal 1 gennaio 1964 assistente di ruolo alla cattedra di Topografia e Cartografia nella Facoltà di Scienze dell’Università di Firenze; nel 1966 libero docente in Topografia; dal 1 novembre 1975 professore ordinario di Topografia nella Facoltà di Ingegneria dell'Università di Firenze, e dal 1991 Direttore della Scuola diretta a fini speciali in Topografia applicata, istituita presso l'Università di Firenze in collaborazione con l'Istituto Geografico Militare. È stato collocato a riposo per limiti di età dal 1 novembre 1999.
È stato professore incaricato presso la Facoltà di Scienze matematiche, fisiche e naturali dell'Università di Modena; presso la Facoltà di Scienze matematiche, fisiche e naturali dell'Università di Firenze; presso la Scuola di Specializzazione per lo Studio ed il Restauro dei Monumenti dell'Università "La Sapienza" di Roma; presso la Scuola di Specializzazione in Archeologia dell'Università di Firenze e la Scuola di specializzazione in Architettura dei Giardini e progettazione del Paesaggio della stessa Università. Ha tenuto infine, prima per supplenza e poi per contratto, l’insegnamento di Cartografia Numerica presso l'Istituto Universitario di Architettura di Venezia. 
Ha collaborato con l'Istituto Agronomico per l'Oltremare di Firenze nell'organizzazione e direzione dei corsi di formazione post laurea sui temi del Telerilevamento e valutazione delle risorse naturali.
È stato membro della Commissione A (Aerotriangolazione per le medie e piccole scale) della OEEPE contribuendo alla relativa attività scientifica, ed ha fatto parte della Sottocommissione per i problemi topografici della Commissione Geodetica Italiana, partecipando alla stesura del capitolato speciale di appalto per i rilevamenti a grandissima scala. 
Dal 1957 al 1975 ha svolto consulenza scientifica e tecnica per l'Ente Italiano Rilevamenti Aerofotogrammetrici (EIRA) e per le Officine Galileo di Firenze, compiendo inoltre, sempre in tale ambito, anche varie missioni all'estero.
Nel 1977 membro di una Consulta universitaria interdisciplinare della Regione Toscana per la scelta del sito più idoneo per la costruzione di una centrale nucleare in Toscana.
Nel 1979 "visiting professor" presso il Virginia Polytechnic Institute and State University in Blacksburg (USA), e consulente scientifico della Regione Toscana, insieme al professor Antonio Marussi, per l'organizzazione della prima Conferenza Nazionale sulla Cartografia di Firenze (Aprile 1979).
Nel 1987 "ospite d'onore" della Municipalidad de La Plata (Argentina) per un corso di lezioni nel locale Seminario Regional de Fotogrametria Arquitectonica.
Dal 1971 membro e dal 1988 al 1993 presidente del Comité International de Photogrammétrie Architecturale (CIPA), ha contribuito allo sviluppo delle ricerche per l’applicazione della metodologia fotogrammetrica nel rilevamento e nella documentazione dei monumenti architettonici e dei beni culturali.
Dal 1984 al 1989 membro effettivo della Commissione ministeriale di studio per la salvaguardia del complesso monumentale della Cattedrale di Santa Maria del Fiore in Firenze, con particolare riguardo ai problemi della statica della Cupola.
Ha sviluppato rilevamenti fotogrammetrici di vari monumenti architettonici, affreschi ed opere d'arte, occupandosi in particolare della Cupola di Santa Maria del Fiore in Firenze,  della Fabbrica e Piazza di San Pietro in Vaticano e del Duomo di Modena. Inoltre, ha poi fornito specifica consulenza scientifica per il rilevamento fotogrammetrico della Cappella Sistina nella Città del Vaticano, e provveduto infine alle operazioni di verifica e collaudo dei rilevamenti fotogrammetrici della Piazza dei Miracoli e della Torre pendente di Pisa, per incarico del Comitato di Consulenza per la Torre di Pisa della Presidenza del Consiglio dei Ministri..
Ha collaborato con le Amministrazioni regionali della Liguria, dell’Umbria e del Veneto per la formazione di cartografie tecniche regionali curando tanto le fasi progettuali quanto quelle di collaudo. Ha diretto i lavori per la formazione del fotopiano a colori e della cartografia numerica a grandissima scala della Città di Venezia (1983-89), ed ha inoltre assicurato collaborazione tecnica e scientifica alle Amministrazioni regionali dell'Abruzzo e della Toscana  per la formazione delle rispettive ortofotocartografie e cartografie tecniche regionali.
È autore di un Manuale di Topografia (1991), di un Trattato di Fotogrammetria urbana e architettonica (1992), di un corso di “Cartografia numerica I” (2000) e di numerose ricerche e pubblicazioni scientifiche di interesse teorico e sperimentale. Ha collaborato nella redazione dell’Atlante di Venezia (1989), dell’Atlante del Veneto (1991), dell’Atlante di Firenze (1993) e dell’Atlante di Genova (1995). 
Nell’anno accademico 1998-99 ha registrato un corso completo di Cartografia Numerica I per il Diploma universitario a distanza in Sistemi Informativi Territoriali del Consorzio NETTUNO (NETwork Teledidattico per l’UNiversità Ovunque), teletrasmesso dalle reti RaiSat (Hot-Bird 2) e Rai Due, e quindi riprodotto e distribuito dalla Pitagora Editrice di Bologna.
Durante la permanenza presso la Facoltà di Ingegneria dell’Università degli Studi di Firenze ha rivolto particolare impegno alla promozione e allo sviluppo della didattica del proprio settore disciplinare (oggi ICAR06 - Topografia e Cartografia).
Incaricato dell’insegnamento della Topografia, ha costituito nell’anno accademico 1971-72, presso il Dipartimento di Ingegneria Civile, un attrezzato laboratorio fotogrammetrico e topografico; ha assunto nel marzo 1972 la direzione della nuova Biblioteca di Facoltà, adoperandosi per l’ampliamento e l’arricchimento delle diverse collezioni librarie di opere e periodici scientifici. 
Ha istituito nel 1989, presso la stessa Università di Firenze, una Scuola diretta a fini speciali in Topografia Applicata, con il compito di preparare personale direttivo ed ispettivo nel campo dei rilevamenti territoriali; adoperandosi per la stipula tra la stessa Università e l’Istituto Geografico Militare di un protocollo di intesa, mirato allo sviluppo di un comune impegno didattico e scientifico, che ha poi consentito di dar vita, durante il corso degli anni accademici dal 1990-91 al 1995-96, all’attività didattica della Scuola medesima, e a conseguenti iniziative di formazione universitaria.
Dall’anno accademico 1997-98 tiene un corso a contratto di “Cartografia numerica” presso l’Istituto Universitario di Architettura di Venezia per il Corso di laurea in Sistemi Informativi Territoriali. 
Ha tenuto seminari presso le Scuole di Perfezionamento in Restauro dei Monumenti della Università “La Sapienza” di Roma e della Università "Federico II" di Napoli, presso l'Istituto Universitario di Architettura di Venezia (IUAV), presso l’Istituto Universitario di Studi Superiori di Pavia e la stessa Università di Firenze. 
Ha svolto relazioni in vari convegni e congressi scientifici nazionali ed internazionali, ed ha collaborato a riviste tecniche e scientifiche nazionali ed internazionali. Si è occupato della redazione del Bollettino di Geodesia e Scienze affini ed è stato membro dei comitati di redazione delle riviste Bollettino degli Ingegneri e Documenti del territorio.
Accademico corrispondente dell'Accademia delle Arti del Disegno di Firenze, Socio fondatore dell'Associazione Italiana di Telerilevamento (AIT) e membro del Comitato Italiano ICOMOS. Dal 1966 al 1978 è stato eletto membro ordinario del consiglio direttivo della Società Italiana di Fotogrammetria e Topografia (SIFET), e dal 1979 al 1989 consigliere e tesoriere del Collegio degli Ingegneri della Toscana.
Muore nell’ospedale di Santa Maria Nuova a Firenze la notte del 17 febbraio 2017.

## Pubblicazioni
- L'evoluzione dei sistemi di unità di misura ed il "Sistema Giorgi". Bollettino di Geodesia e Scienze affini, Anno XI, N.4, 1952.
- Apparecchiature varie fotogrammetriche Galileo (in collaborazione con G.Portolani).Settimane fiorentine di cultura fotogrammetrica. Firenze, 10-25 Settembre 1955.
- Various Galileo photogrammetric equipment (in collaborazione con G.Portolani). Settimane fiorentine di cultura fotogrammetrica. Firenze, 1955.
- I problemi attuali della fotogrammetria topografica. Luce e Immagini, Vol. IX, N. 5-6, Ottobre-Dicembre 1955.
- Il banco "S.Salvadori" per l'esame dei cerchi graduati.Bollettino di Geodesia e Scienze affini, Anno XV, N.3, 1956.
- Ricerche sulla precisione dei teodoliti Kern DKM 3. Bollettino di Geodesia e Scienze affini, Anno XV, N.4, 1956.
- Examination of the precision of Kern DKM 3 theodolites. Ristampa in lingua inglese curata della Kern & C. (USA) nel 1960.
- Notizie e documenti inediti sulle prime esperienze fotogrammetriche dell'Istituto Geografico Militare. Bollettino di Geodesia e Scienze affini, Anno XVI, N.1, 1957.
- Il metodo fotogrammetrico nel restauro architettonico. Bollettino di Geodesia e Scienze affini, Anno XVII, N.2, 1958.
- La trasformazione delle misure angolari nei diversi sistemi di misura (in collaborazione con C.Trombetti). Bollettino di Geodesia e Scienze affini, Anno XVII, N.4, 1958 ed Anno XVIII, N.1, 1959.
- Saggi e prove di collaudo su alcuni Stereosimplex Galileo-Santoni modello III. Bollettino di Geodesia e Scienze affini, Anno XVII, N.4, 1958.
- Il comparatore interferenziale "S.Salvadori" per la taratura delle livelle di precisione. Bollettino di Geodesia e Scienze affini, Anno XVIII, N.1, 1959.
- Descrizione e controllo della macchina da presa aerofotogrammetrica Galileo-Santoni modello VI N.00101 (in collaborazione con C.Trombetti). Bollettino di Geodesia e Scienze affini, Anno XVIII, N.2, 1959.
- Il controllo della precisione di proiezione negli Stereosimplex Galileo-Santoni modello III. Bollettino di Geodesia e Scienze affini, Anno XIX, N.2, 1960.
- Considerazioni sui requisiti dell'immagine fotografica ai fini fotogrammetrici. Luce e Immagini, Vol. XIV, N. 4-5, Luglio-Ottobre 1960.
- Relative orientation of photograms by means of the instantaneous rotation centres method. ITALMAP-EIRA Chronicle, I, 1961.
- Aérotriangulation Analogique Solaire (in collaborazione con C. Trombetti). Publications Spéciales de l'O.E.E.P.E. - Num‚ro II. Istituto Geografico Militare. Firenze, 1961.
- Osservazioni e suggerimenti sulla tecnica della triangolazione aerea analogica. Bollettino della Società Italiana di Fotogrammetria e Topografia, Anno 1961, N. 2; Bollettino di Geodesia e Scienze affini, Anno XXI, N.1, 1962.
- Essais de triangulation aerienne analogique au Stereosimplex Galileo-Santoni modele III. 10 Congrés International des Géomètres. Vienne, 24 aoùt-1 septembre 1962. Eira. Firenze, 1962.
- Una soluzione analitica del problema dell'aerotriangolazione spaziale. Bollettino di Geodesia e Scienze affini, Anno XXII, N.1, 1963.
- Risultati e prospettive in materia cartografica, in Mario Fondelli, Massimo Pasqualin, Franco Posocco, Lucio Zollet, Cartografia numerica e informazione territoriale, (a cura di M. Pasqualin) Regione Veneto & Arcari Editore, Venezia 1992